# Лагутник (хутор)

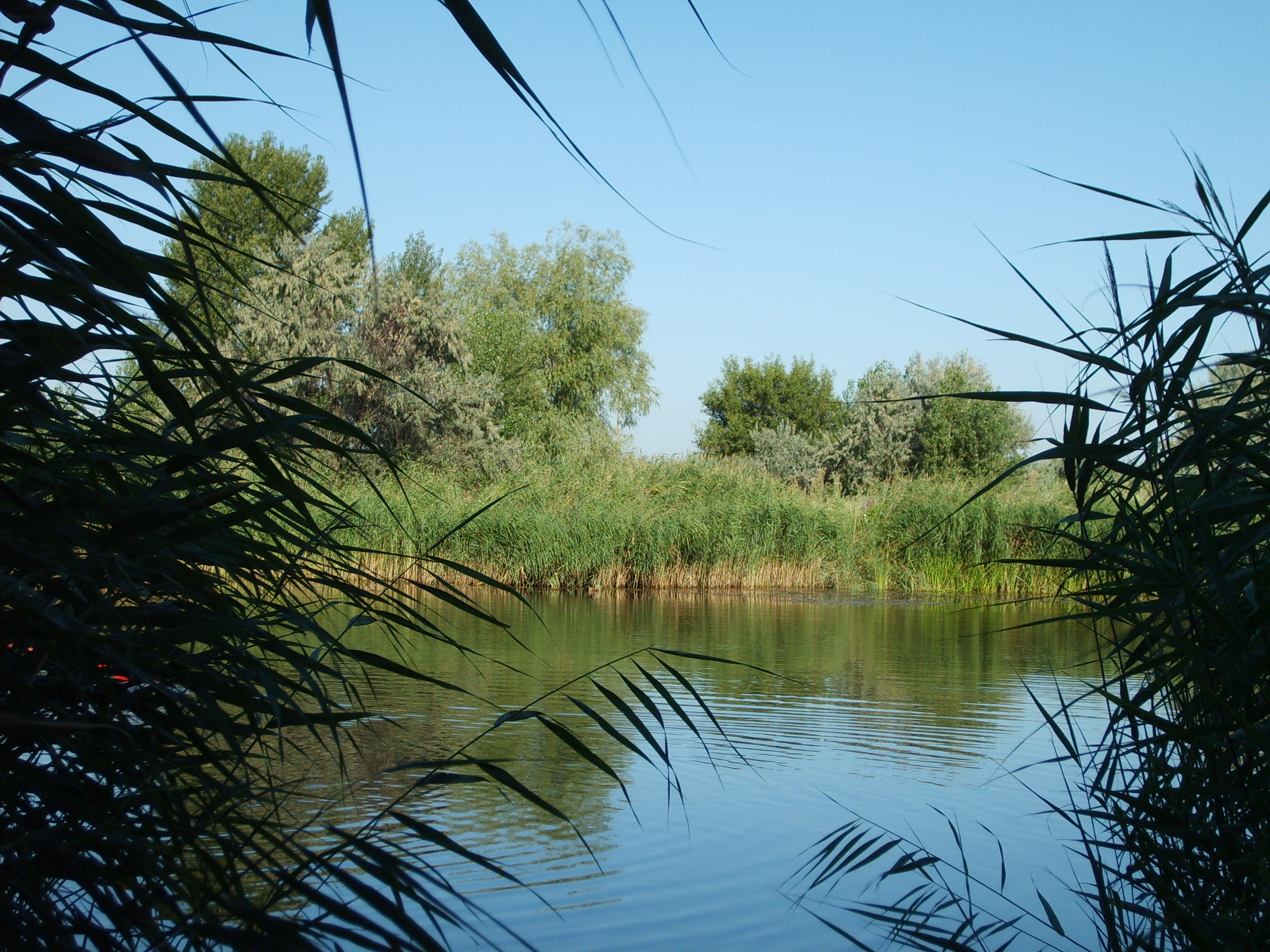

Лагу́тник — хутор в Азовском районе Ростовской области России.
Входит в состав Рогожкинского сельского поселения.

## География
Расположен в 15 км севернее районного центра — города Азов, на левом берегу реки Ерик Лагутник.
На хуторе имеется одна улица: Береговая.

## Население
| 1989 | 2002 | 2010 |
| ---- | ---- | ---- |
| 38   | ↗45  | ↘33  |

## Достопримечательности
На территории хутора и прилегающих к нему с запада и юго-запада участков находится объект археологического наследия федерального значения — городище  «Лагутник» («Киреев хутор»).
Археологические раскопки проводились с 1955 года, когда Академией наук СССР была сформирована Нижне-Донская археологическая экспедиция, которая совместно с Ростовским университетом и Ростовским музеем краеведения под руководством Д. Б. Шелова приступила к научному исследованию городища Танаис. Через четыре года раскопанное городище было объявлено заповедной территорией.
Городище имеет древнюю историю. За несколько веков до н. э. здесь возник населенный пункт, разросшийся в город Танаис. В I–II в н. э. там жили греки и варвары. Город находился на торговых путях и вел оживленную торговлю, пока не был разрушен войсками боспорского царя Полемона. Об этом фоте писал  греческий географ Страбон: « ... город Танаис разрушил царь Полемон за неповиновение». Причиной разрушения города могло быть как непризнание жителями города власти Боспора, так и не признание царя Полемона. В свое время царь Полемон был посажен на трон римлянами. Погиб, борясь с оппозицией своих подданных — местных жителей.
В то время считалось обычным полное разрушение селения врагов. Археологические раскопки городища показали, что Танаис был  сожжён Поллемоном.
Спустя 100 лет местные жители приступили к восстановлению Танаиса. В 1–2 в н. э. богатый танаит Деметрий восстановил старую оборонительную башню. Надписи на развалинах времён царя Римиталка повествуют о том, что восстановлением и реставрацией Танаиса занимался архитектор Аврелий Антонин.
Проведенные раскопки селения раскрыли историю реставрации разрушенных крепостных стен Танаиса, которая проводилась через  150 лет после уничтожения городка Полемоном. Жители того времени сооружали в селении новые крепостные стенки и башни, реставрировали старые строения. В итоге вокруг города была построена большая четырехугольная каменная стена, прорыты глубокие рвы. Над крепостной стеной были построены большие 4-угольные башни. Эти башни охраняли также крепостные ворота,  в северной и южной части Танаиса. Построенные укрепления позволяли защитникам города Танаиса выдержать вражескую осаду.